# Волчков, Василий Васильевич
Василий Васильевич Волчков (1900—1989) — советский государственный и политический деятель, председатель Курского областного исполнительного комитета.

## Биография
Родился в 1900 году в Каменце Орловской губернии. Член ВКП(б) с 1926 года.
Участник Гражданской войны, в РККА — до 1923 года. С 1924 года — на общественной и политической работе. В 1924—1959 годах — заведующий избой-читальней деревни Каменец, организатор политико-просветительной работы Кромской волости, инспектор политико-просветительной работы Кромской, Свердловской волости, заведующий Отделом Свердловского, Измайловского районного комитета ВКП(б), 1-й секретарь Краснозоренского районного комитета ВКП(б), заместитель начальника Политического отдела совхоза «Боевик», начальник Политического отдела совхоза «Коммунист», инструктор, заведующий Отделом Курского областного комитета ВКП(б), 1-й секретарь Старооскольского районного комитета ВКП(б), секретарь Курского областного комитета ВКП(б) по кадрам, председатель Исполнительного комитета Курского областного Совета, заместитель начальника, начальник Переселенческого управления при СМ РСФСР, начальник Главного переселенческого управления Министерства сельского хозяйства РСФСР, 1-й заместитель начальника Главного управления переселения и организационного набора рабочих при СМ РСФСР.
Избирался депутатом Верховного Совета СССР 1-го, 2-го, 3-го созывов.
Умер в 1989 году в Малаховке Московской области.